# Rob Herwig
Robbert Herwig (Bussum, 9 september 1935 – Soest, 27 oktober 2022) was een Nederlands schrijver van boeken over tuinieren en kamerplanten.

## Biografie

### Jeugd
Herwig was afkomstig uit een familie van hoveniers en kwekers. Zijn vader, A.J. Herwig (1883-1972) was bloemist, kweker, schrijver van tuinboeken en radiospreker.
Herwig hielp al op jonge leeftijd (tijdens de Tweede Wereldoorlog) in de kassen van zijn vader. Ook hielp hij bij de bezorging van bloemen uit de winkel van zijn ouders. Zijn vader liet hem bloemen en planten fotograferen. De afwerking van het fotomateriaal gebeurde toen nog in de donkere kamer.

### Carrière
Na het behalen van het diploma HBS-A verkoos Herwig een studie aan de (latere) universiteit Nijenrode, toen nog een HBO-opleiding. Hij kwam in het bedrijfsleven terecht en functioneerde enige jaren als assistent van de directie in diverse bedrijven. In 1965 vroeg zijn vader of hij het schrijven van een boek voor het damesblad Margriet wilde overnemen omdat de oude Herwig, toen 82, niet goed meer kon zien. Herwig nam ontslag en werkte zich zo snel mogelijk in. 
Het Groot Bloemen- en Plantenboek kwam in 1966 uit. Dit boek bereikte een oplage van 250.000 exemplaren. Rob Herwig vervolgde zijn loopbaan als schrijver bij diverse uitgevers. Van alle ruim 70 titels werden in meer dan 20 landen 9 miljoen exemplaren verkocht. Zijn fotografische kennis, opgedaan bij zijn vader, kwam hem goed van pas bij het illustreren van de plantenboeken. Bijna alle foto’s en tekeningen maakte hij zelf en dat bleef hij doen tot het eind van zijn carrière. Een aantal boeken maakte hij samen met zijn dochter Modeste Herwig, die haar opleiding genoot in de tuinen van haar vader en die zelf ook auteur en fotografe werd. 

### Modeltuinen
Herwig wilde zijn lezerspubliek graag laten zien dat hij niet alleen over theoretische kennis beschikte, maar ook de praktijk van het tuinieren beheerste. Zo ontstonden de modeltuinen van zijn boerderij Nieuw Zeggelaar in Lunteren die in de loop der jaren door vele honderdduizenden werden bezocht. De meeste tuinen ontwierp hij niet zelf, maar werden bedacht door ontwerpers die al naam en faam hadden gemaakt, zoals Mien Ruys, Arend Jan van der Horst, Piet Oudolf, Ton ter Linden en Dick Huigens. In het jaar 2000 werden de modeltuinen gesloten en het pand verkocht. Herwig ging met pensioen. Hij bleef boeken maken, waaronder e-books.

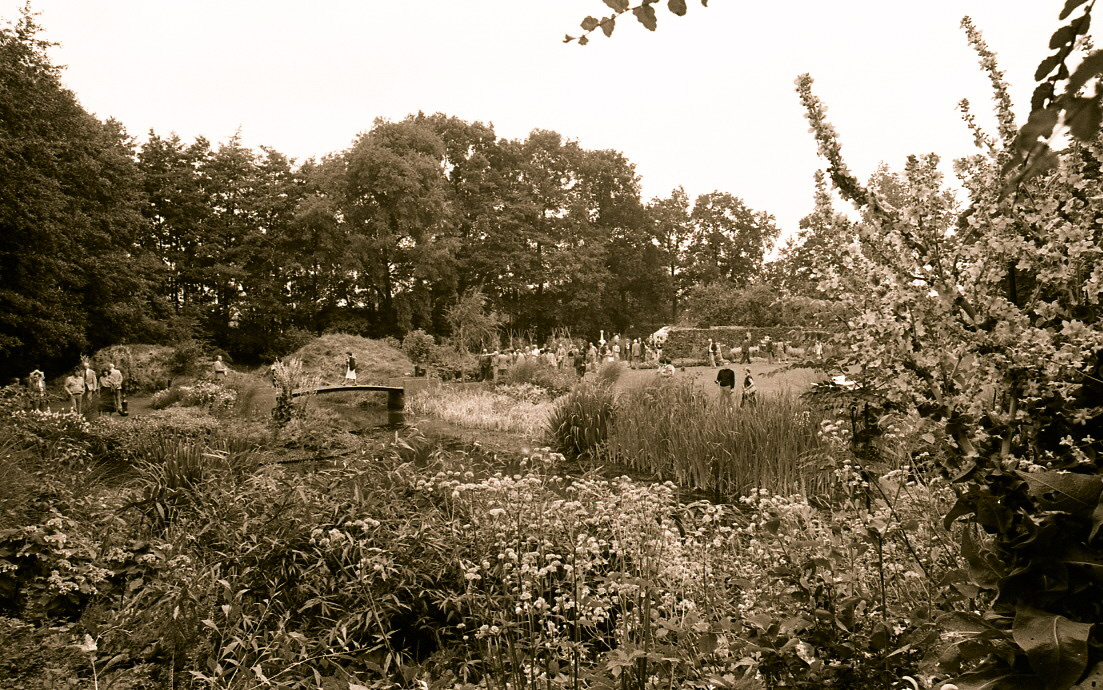
1979
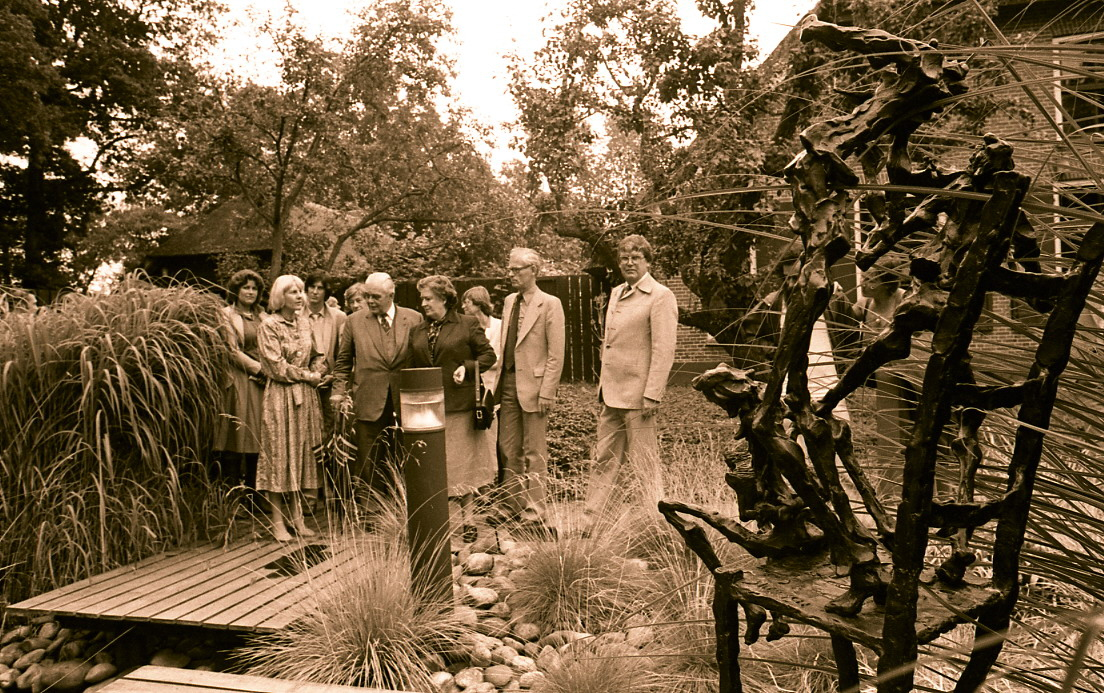
1979
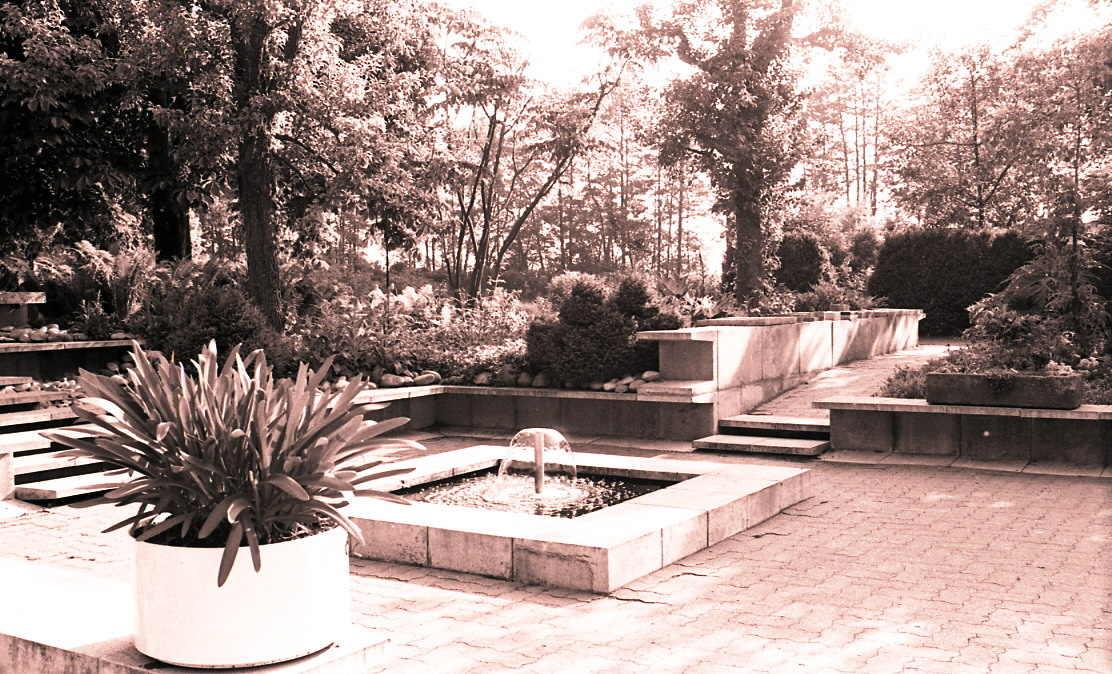
1980
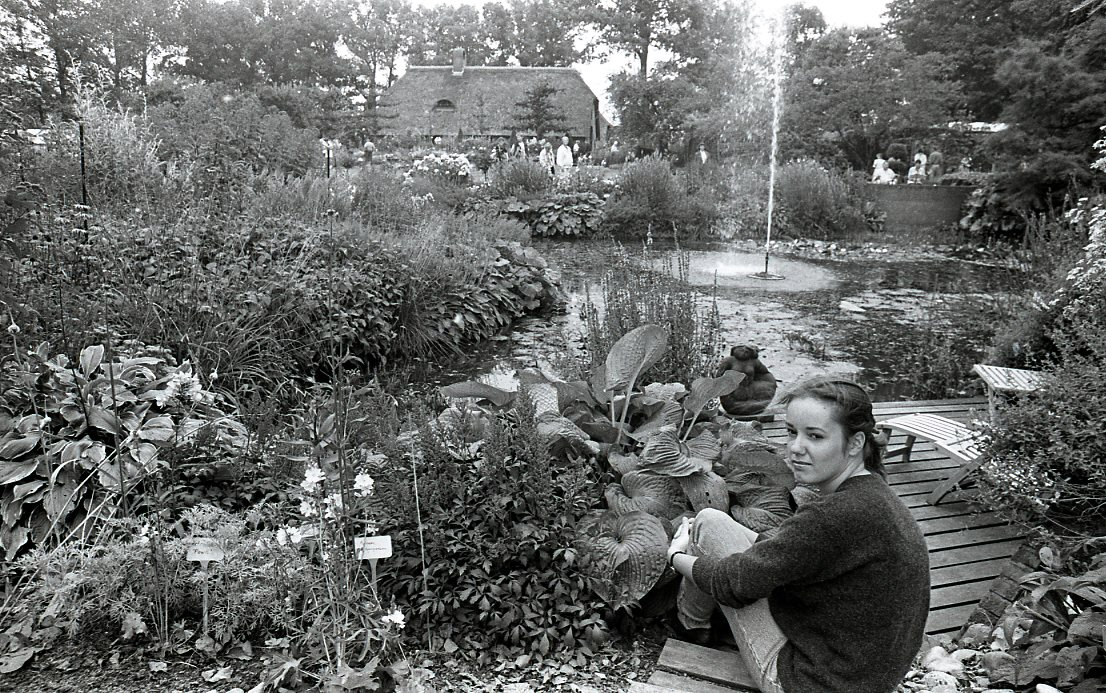
1993

## Bibliografie

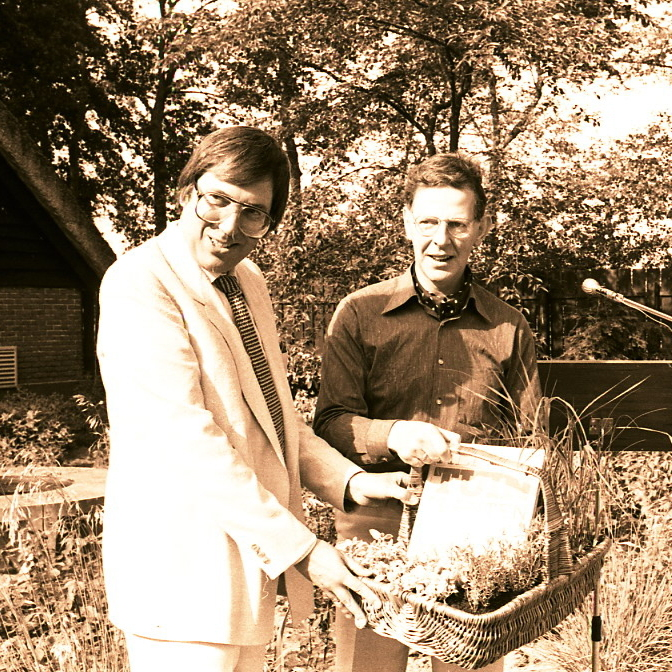
Boekoverhandiging in 1980